# Glen Hansard
Glen Hansard est un chanteur, compositeur, guitariste et acteur irlandais, né à Dublin le 21 avril 1970. 
Il a notamment fondé le groupe de rock The Frames en 1990. En avril 2006, il se lance en solo avec l'album "The Swell Season", pour lequel il collabore avec la musicienne tchèque Markéta Irglová, la finlandaise Marja Tuhkanen (violon et alto), et le français Bertrand Galen (violoncelle).
Sa carrière d'acteur est étroitement liée à sa vocation de musicien, puisqu'il a joué le guitariste Outspan Foster dans The Commitments d'Alan Parker, et que dans le film Once de John Carney (2006), il incarne un musicien des rues qui rencontre une pianiste et chanteuse interprétée par Markéta Irglová.
Glen Hansard fait aussi une apparition dans la série les Simpson (saison 20 - épisode 14), la famille le croise en train de chanter dans la rue sous la fenêtre de Markéta Irglová.
Le 12 décembre 2013 il apparaît à l'émission 'Live on Letterman' au Ed Sullivan Theatre à New York, où il chantera, accompagné de son band, quelques-uns de ses succès, 'Love don't leave me waiting', 'Bird of sorrow', et 'Song of good hope', il chantera aussi quelques chansons populaires comme: 'Respect' d'Aretha Franklin, 'Drive all night' de Bruce Springsteen et 'It feels like rain' de John Hiatt.

## Biographie
Glen Hansard quitte l'école à l'âge de 13 ans pour commencer à chanter dans les rues de Dublin. Il forme son propre groupe The Frames en 1990. Le groupe se produit régulièrement en Irlande depuis lors. Hansard se fait connaître au niveau international en jouant le rôle du guitariste Outspan Foster dans le film d'Alan Parker The Commitments en 1991. 
En 2003, il présente l'émission de télévision Other Voices : Songs from a Room, qui met en avant les talents musicaux irlandais sur RTÉ, la chaine de télévision nationale irlandaise.
Le 22 avril 2006, il sort son premier album sans The Frames, The Swell Season, sur Overcoat Recordings, en collaboration avec la chanteuse et multi-instrumentiste tchèque Markéta Irglová, la Finlandaise Marja Tuhkanen au violon et à l'alto, et le Français Bertrand Galen au violoncelle. Hansard passe également une partie de l'année 2006 devant les caméras pour le film irlandais Once, dans lequel il joue le rôle d'un chanteur de rue de Dublin et Irglová celui d'une vendeuse de rue immigrée. Le film est présenté en première américaine au festival du film de Sundance en 2007 et qui y reçoit le prix du public du cinéma mondial du festival. 

## Discographie

### Albums studio
- 2012 - Rhythm and Repose (Plateau Records / ANTI-)
- 2015 - Didn't He Ramble (Plateau Records / ANTI-)
- 2017 - Between Two Shores (Plateau Records / ANTI-)
- 2019 - This Wild Willing (Plateau Records / ANTI-)
- 2023 - All That Was East is West of Me Now (Plateau Records / ANTI-)

### Albums collaboratifs
avec Markéta Irglová
- 2006 - The Swell Season (Featuring Marja Tuhkanen et Bertrand Galen) (Plateau Records / ANTI-)
- 2007 - Once (Bande Originale du Film) (Sony BMG Music Entertainment)
- 2009 - Strict Joy